# Maskarada
Maskarada (с серб. — «Маскарад») — девятый студийный альбом сербской певицы Светланы «Цецы» Ражнатович, выпущенный в 1997 году на лейбле PGP-RTS. Продюсером альбома выступил Александар Милич.

## Продвижение
Из-за беременности артистки, продвижение альбома было слабым. Был снят только один видеоклип, на песню «Nevaljala» Деяном Миличевичем в 1998 году. Тур в поддержку альбома также не состоялся.

## Отзывы критиков
В своём ретроспективном обзоре рецензент портала «Before After» Огнен Лопушина, заявил, что данный альбом интересен тем, что предшествует «великому водоразделу» карьеры Цецы. По его мнению, даже несмотря на непрезентабельную обложку, первая же песня «Maskarada» полностью обезоруживает слушателя — олдскульная баллада, с модулируемым саксофоном, который звучит так, как будто из телесериала «Счастливые люди», и лирикой, которая знаменует конец XX века. Далее он выделил up-tempo-песню «Nevaljala», формула которой будет воспроизводится во всех последующих альбомах, «мега-гимн» «Nagovori» о неотвратности судьбы и, наконец, личного фаворита «I bogati plaču», который, как он считает, должен быть частью каждого марксистского учебника.

## Список композиций
| №                   | Название            | Текст песни         | Музыка              | Длительность |
| ------------------- | ------------------- | ------------------- | ------------------- | ------------ |
| 1.                  | «Maskarada»         | Марина Туцакович    | Александар Милич    | 4:30         |
| 2.                  | «Nevaljala»         | Марина Туцакович    | Александар Милич    | 3:22         |
| 3.                  | «Pogrešan broj»     | Марина Туцакович    | Александар Милич    | 3:52         |
| 4.                  | «Kažem da te volim» | Елена Галонич       | Елена Галонич       | 3:18         |
| 5.                  | «Nagovori»          | Марина Туцакович    | Александар Милич    | 3:30         |
| 6.                  | «Vreteno»           | Марина Туцакович    | Александар Милич    | 3:44         |
| 7.                  | «Noćas kuća časti»  | Марина Туцакович    | Александар Милич    | 4:06         |
| 8.                  | «Da ne ćuje zlo»    | Марина Туцакович    | Александар Милич    | 3:28         |
| 9.                  | «I bogati plaču»    | Марина Туцакович    | Александар Милич    | 3:53         |
| Общая длительность: | Общая длительность: | Общая длительность: | Общая длительность: | 37:25        |

Девятая композиция «I bogati plaču» содержит так называемый скрытый трек — инструментальную версию «Maskarada».

## Участники записи
- Светлана Ражнатович — вокал, бэк-вокал[1]
- Ана Бекута — бэк-вокал
- Бранко Маркович — бэк-вокал, звукорежиссёр
- Гоца Тржан[серб.] — бэк-вокал
- Елена Галонич[серб.] — бэк-вокал
- Мира Шкорич — бэк-вокал
- Зоран Тутунович — бэк-вокал
- Боки Милошевич[серб.] — кларнет
- Владан Вучкович[серб.] — гитара
- Огнян Радивоевич — перкуссия
- Бокан Станкович — труба
- Раде Ерцеговац — звукорежиссёр, сведение
- Владимир Мараш — клавишные, программирование
- Александар Милич — музыкальный продюсер
- Джордже Янкович — музыкальный консультант